# Rzeszotków
Rzeszotków – wieś w Polsce położona w województwie mazowieckim, w powiecie siedleckim, w gminie Paprotnia. Ma status sołectwa.
Wieś Rzesotkowo posiadała w 1673 podkomorzyna koronna Konstancja Butlerowa, leżała w ziemi drohickiej województwa podlaskiego w 1795. W latach 1975–1998 miejscowość administracyjnie należała do województwa siedleckiego.
Wierni Kościoła rzymskokatolickiego należą do parafii św. Mikołaja w Krześlinie.